# Campeonato Europeo de Lucha de 1973
El XXV Campeonato Europeo de Lucha de 1973 se celebró en dos sedes distintas. Las competiciones de lucha grecorromana en Helsinki (Finlandia) y las de lucha libre en Lausana (Suiza).

## Resultados

### Lucha grecorromana
| Evento  | Oro                       | Plata                          | Bronce                       |
| ------- | ------------------------- | ------------------------------ | ---------------------------- |
| 48 kg   | Gheorghe Berceanu Rumania | Pavel Jristov Bulgaria         | Vladimir Netsvetayev URSS    |
| 52 kg   | Jan Michalik · Polonia    | Todor Todorov Bulgaria         | Valeri Arutiunov URSS        |
| 57 kg   | Jristo Traikov Bulgaria   | Yuri Sokolov URSS              | Ivan Frgić Yugoslavia        |
| 62 kg   | Nelson Davidian URSS      | Kazimierz Lipień · Polonia     | Harald Hervig · Noruega      |
| 68 kg   | Shamil Jisamutdinov URSS  | Nedko Nedev Bulgaria           | Sreten Damjanović Yugoslavia |
| 74 kg   | Ivan Kolev Bulgaria       | Vítězslav Mácha Checoslovaquia | Klaus-Peter Göpfert RDA      |
| 82 kg   | Leif Andersson · Suecia   | Dimitar Ivanov Bulgaria        | Keijo Manni · Finlandia      |
| 90 kg   | Valeri Rezantsev URSS     | Stoyan Ivanov Bulgaria         | Caj Malmberg · Finlandia     |
| 100 kg  | Nikolai Balboshin URSS    | Kamen Goranov Bulgaria         | Nicolae Martinescu Rumania   |
| +100 kg | Alexandar Tomov Bulgaria  | Marek Galiński · Polonia       | Shota Morchiladze URSS       |

### Lucha libre
| Evento  | Oro                     | Plata                     | Bronce                     |
| ------- | ----------------------- | ------------------------- | -------------------------- |
| 48 kg   | Jasan Isaev Bulgaria    | Rafik Gadzhiyev URSS      | Tadeusz Kudelski · Polonia |
| 52 kg   | Arsen Alajverdiyev URSS | Ali Rıza Alan Turquía     | Henrik Gál · Hungría       |
| 57 kg   | Kirkor Leonov Bulgaria  | László Klinga · Hungría   | Rain Dobordzhekidze URSS   |
| 62 kg   | Ivan Yankov Bulgaria    | Zagalav Abdulbekov URSS   | Vehbi Akdağ Turquía        |
| 68 kg   | Nasrula Nasrulayev URSS | Stefan Stoikov Bulgaria   | Ali Şahin Turquía          |
| 74 kg   | Adolf Seger RFA         | Viktor Zilberman URSS     | Frank Birke RDA            |
| 82 kg   | Vasili Siulzhin URSS    | Hayri Polat Turquía       | Benno Paulitz RDA          |
| 90 kg   | Piotr Surikov URSS      | Horst Stottmeister RDA    | Dimo Kostov Bulgaria       |
| 100 kg  | Vladimir Guliutkin URSS | József Csatári · Hungría  | Harald Büttner RDA         |
| +100 kg | Nodar Modebadze URSS    | Alaettin Yıldırım Turquía | Boyan Boev Bulgaria        |

## Medallero
| Núm. | País           | Oro | Plata | Bronce | Total |
| ---- | -------------- | --- | ----- | ------ | ----- |
| 1    | URSS           | 10  | 4     | 4      | 18    |
| 2    | Bulgaria       | 6   | 7     | 2      | 15    |
| 3    | Polonia        | 1   | 2     | 1      | 4     |
| 4    | Rumania        | 1   | 0     | 1      | 2     |
| 5    | RFA            | 1   | 0     | 0      | 1     |
| 5    | Suecia         | 1   | 0     | 0      | 1     |
| 7    | Turquía        | 0   | 3     | 2      | 5     |
| 8    | Hungría        | 0   | 2     | 1      | 3     |
| 9    | RDA            | 0   | 1     | 4      | 5     |
| 10   | Checoslovaquia | 0   | 1     | 0      | 1     |
| 11   | Finlandia      | 0   | 0     | 2      | 2     |
| 11   | Yugoslavia     | 0   | 0     | 2      | 2     |
| 13   | Noruega        | 0   | 0     | 1      | 1     |
|      | TOTAL          | 20  | 20    | 20     | 60    |